# More Music from 8 Mile
More Music from 8 Mile è la colonna sonora del film 8 Mile, uscito nel 2002 sotto etichetta Shady/Interscope Records che vede come protagonista il rapper statunitense Eminem.
Questo album, a differenza di Music from and Inspired by the Motion Picture 8 Mile — che contiene musiche ispirate al film eccetto Lose Yourself ed 8 Mile —, contiene tutte le canzoni utilizzate nel film sia come sottofondo che come base per i freestyle. Le uniche due musiche che mancano sono Lose Yourself e 8 Mile, contenute nell'altra colonna sonora.
Le musiche risalgono ai primi anni novanta per cui non sono state registrate appositamente per il film, come successo invece con l'altra colonna sonora. Tra i più famosi rapper spiccano i nomi di Mobb Deep, Notorious B.I.G., Tupac, Method Man, Ol' Dirty Bastard e Wu Tang Clan.
Nel 2003 Eminem ha vinto l'Oscar per la migliore canzone con Lose Yourself.

## Tracce
1. Shook Ones Pt. II - Mobb Deep
2. Juicy - The Notorious B.I.G.
3. Gotta Get Mine - MC Breed feat. 2Pac
4. Feel Me Flow - Naughty By Nature
5. Player's Ball - Outkast
6. Get Money - Junior Mafia
7. You're All I Need - Method Man feat. Mary J. Blige
8. Shimmy Shimmy Ya - Ol' Dirty Bastard
9. Bring Da Pain - Method Man
10. C.R.E.A.M. - Wu-Tang Clan
11. Runnin' - Pharcyde
12. Survival Of The Fittest - Mobb Deep
13. Temptations - 2Pac
14. Unbelievable - The Notorious B.I.G.